# Nation of Two
Nation of Two es el segundo álbum de estudio del cantante y compositor australiano Vance Joy. El 3 de noviembre de 2017, Joy anunció el lanzamiento de su álbum, explicando que: «Nation of Two describe a una pareja autoconcentida, su mundo comienza y finaliza en la cama que comparten, el auto en el que viajan o cualquier otro lugar donde se encuentren[...] la idea es el amor que sienten el uno por el otro, el cual los orienta o toman como punto de referencia para otorgarle un sentido a la vida». El concepto apareció originalmente en la novela Mother Night de Kurt Vonnegut.
El álbum fue lanzado el 23 de febrero de 2018 y ganó el premio al Mejor Álbum Contemporáneo para Adultos en los ARIA Music Awards del 2018.

## Promoción

### Sencillos
El 12 de julio de 2017, Joy estrenó el primer sencillo del álbum, «Lay It on Me». El sencillo alcanzó el puesto número 18 en el conteo del ARIA Charts y recibió la certificación de Platino. Más tarde, «Like Gold» fue estrenado el 3 de noviembre de 2017 como el segundo sencillo del álbum. Poco después, «We're Going Home» fue lanzado el 12 de enero de 2018 como el tercer sencillo del álbum. Luego, «Saturday Sun» fue lanzado el 1 de febrero de 2018 como el cuarto sencillo del álbum. El 11 de febrero de 2018, «Call If You Need Me» fue lanzado como el quinto sencillo de Nation of Two. 
Una semana antes del lanzamiento del álbum, Joy publicó un avance de trece segundos de la canción «I'm With You» en su cuenta oficial de Twitter, afirmando que era uno de sus temas favoritos del álbum. El 19 de febrero del mismo año, Joy reveló un avance de quince segundos de la canción «Little Boy», expresando que la canción trata sobre una caída que sufrió mientras manejaba su bicicleta cuando era niño, entre otras cosas.

## Recepción

### Comentarios de la crítica
Nation of Two recibió críticas mixtas por parte de los expertos. Will Rosebury de la revista Clash expresó que «Joy... crea un proyecto más delgado y cohesivo que se centra temáticamente en los altibajos de una relación romántica. Aunque en ocasiones es demasiado sentimental y por su propia naturaleza derivada, es imposible negar que Joy puede componer una melodía conmovedora». Jenna Mohammed de la revista Exclaim! manifestó que «Joy rara vez se aleja de las voces armoniosas y optimistas que hicieron que tuviera éxito en 2014 con su álbum Dream Your Life Away». Además, agregó que las canciones son «pegadizas y divertidas, pero carecen de originalidad», calificando al álbum una puntuación de 4 sobre 10.
Por otra parte, Michael Hann del periódico The Guardian declaró que «hay un atractivo desenfadado y sencillo en sus melodías, aunque nunca dejan de ser exactamente lo que cabría esperar». Glenn Gamboa del diario Newsday dijo que Joy «fue por lo más profundo y más amplio, haciendo canciones que suenan aún más grandes» y concluyó que «Joy puede haber perdido el poder de la sorpresa, pero lo ha reemplazado con canciones más fuertes que se quedarán con los fans por mucho tiempo, tal como lo fue "Riptide"».

### Desempeño comercial
Nation of Two debutó en el puesto número uno de la lista de álbumes publicado por la ARIA, lo que significó para Joy lograr su segundo número en la listas de álbumes en Australia. También debutó en el puesto número 10 del Billboard 200 en Estados Unidos, logrando vender más de 28.000 copias de su álbum en ese territorio.

## Lista de canciones
- Edición estándar

| Nation of Two |                       |                             |               |          |  |
| N.º           | Título                | Escritor(es)                | Productor(es) | Duración |  |
| 1.            | «Call If You Need Me» | James Keogh                 | Ryan Hadlock  | 2:43     |  |
| 2.            | «Lay It on Me»        | Keogh Dave Bassett          | Bassett       | 3:35     |  |
| 3.            | «We're Going Home»    | Keogh Dan Wilson            | Bassett       | 3:27     |  |
| 4.            | «Saturday Sun»        | Keogh Bassett               | Bassett       | 3:34     |  |
| 5.            | «Take Your Time»      | Keogh Bassett               | Bassett       | 3:40     |  |
| 6.            | «I'm with You»        | Keogh Simone Felice         | Felice        | 4:01     |  |
| 7.            | «Like Gold»           | Keogh                       | Phil Ek       | 3:44     |  |
| 8.            | «Alone with Me»       | Keogh Dan Wilson            | Ek            | 4:26     |  |
| 9.            | «Crashing Into You»   | Keogh                       | Ek Hadlock    | 3:09     |  |
| 10.           | «One of These Days»   | Keogh Bassett Justin Parker | Bassett       | 2:58     |  |
| 11.           | «Little Boy»          | Keogh                       | Felice        | 3:23     |  |
| 12.           | «Bonnie & Clyde»      | Keogh                       | Bassett       | 3:15     |  |
| 13.           | «Where We Start»      | Keogh Mikky Ekko            | Hadlock       | 3:20     |  |
| 42:15         |                       |                             |               |          |  |

## Posicionamiento en listas
| País           | Lista                          | Mejor posición |      |
| 2018           | 2018                           | 2018           | 2018 |
| -------------- | ------------------------------ | -------------- | ---- |
| Australia      | ARIA                           | 1              |      |
| Bélgica        | Ultratop Flanders              | 70             |      |
| Bélgica        | Ultratop Wallonia              | 161            |      |
| Canadá         | Billboard                      | 2              |      |
| Escocia        | Scottish Albums Chart          | 50             |      |
| España         | Streaming Álbumes (PROMUSICAE) | 28             |      |
| Estados Unidos | Billboard 200                  | 10             |      |
| Estados Unidos | Billboard Top Rock Albums      | 3              |      |
| Irlanda        | IRMA                           | 22             |      |
| Noruega        | Norwegian Albums Chart         | 23             |      |
| Nueva Zelanda  | RMNZ                           | 20             |      |
| Países Bajos   | MegaCharts                     | 35             |      |
| Reino Unido    | Official Charts Company        | 32             |      |
| Suecia         | Sweden Albums Charts           | 37             |      |
| Suiza          | Schweizer Hitparade            | 35             |      |

| País           | Lista                     | Mejor posición |      |
| 2018           | 2018                      | 2018           | 2018 |
| -------------- | ------------------------- | -------------- | ---- |
| Australia      | ARIA                      | 18             |      |
| Estados Unidos | Billboard Top Rock Albums | 92             |      |
| 2019           |                           |                |      |
| Australia      | ARIA                      | 82             |      |

## Certificaciones
| País      | Organismo certificador | Certificación | Ventas certificadas | Simbolización | Ref.   |
| --------- | ---------------------- | ------------- | ------------------- | ------------- | ------ |
| Australia | ARIA                   | Oro           | 35 000              | ●             | [ 28 ] |
| Canadá    | Music Canada           | Oro           | 40 000              | ●             | [ 29 ] |

## Historial de lanzamientos
| Región    | Fecha                    | Formato                              | Discográfica | Ref.          |
| --------- | ------------------------ | ------------------------------------ | ------------ | ------------- |
| Australia | 23 de febrero de 2018    | CD, descarga digital y streaming     | Liberation   | [ 30 ] [ 31 ] |
| Australia | 1 de junio de 2018       | Disco de vinilo                      | Liberation   | [ 32 ]        |
| Australia | 14 de septiembre de 2018 | Edición limitada del disco de vinilo | Liberation   | [ 33 ]        |